# Mohyla generála Milana Rastislava Štefánika
Mohyla generála Milana Rastislava Štefánika je památné místo v katastrálním území obce Most pri Bratislave v Bratislavském kraji. Jedná se o symbolickou mohylu v místě, kde tragicky zahynul Milan Rastislav Štefánik s italskou posádkou v důsledku zřícení letadla, ve kterém všichni společně letěli z italského Udine na Slovensko.
V roce 1923 na tomto místě vyrostla unikátní mohyla ve tvaru pyramidy podle projektu slavného architekta Dušana Jurkoviče. Mohyla je obehnána zemním valem. Po obvodu celého areálu jsou vysázeny lípy srdčité. V letech 1988 a 1992 prošel památník rekonstrukcí.
Při mohyle je kamenná tabule s nápisem (v českém překladu, originál je slovensky):
Na tomto místě zahynul dne 4. května 1919 Čsl. ministr a generál dr. Milan R. Štefánik a jeho doprovod královský italský npor. I. Mancinelli-Scotti, Serž. H. Merlino a střelec G. Agginuti. Na věčnou paměť.

## Přístup
Od vstupu k mohyle vede zelená turistická značka na Bílý Kříž a z ní odbočka k pamětní místnosti gen. M. R. Štefánika v Ivance pri Dunaji. Na konci zelené značky se na Bílém Kříži nad Račou je možné napojit na červenou hřebenovou „Turistickou cestu gen. M. R. Štefánika“ vedoucí směrem k mohyle na Bradle.
Popisovaná Mohyla generála Milana Rastislava Štefánika se nachází na Dunajském ostrově v katastrálním území obce Most pri Bratislavě. Místo je vzdálené 100 m od hranice Bratislavy a též od bývalé obce Farná, v roce 1923 přičleněné Ivance pri Dunaji. Přístup autem je možný po asfaltové cestě z Ivanky na parkoviště situované před areálem.